# Geodia lacunata
Geodia lacunata är en svampdjursart som först beskrevs av Jean-Baptiste Lamarck 1815.  Geodia lacunata ingår i släktet Geodia och familjen Geodiidae. Inga underarter finns listade i Catalogue of Life.